# R-Studio
R-Studio는 완벽한 기능의 데이터 복구 유틸리티 세트이다. Windows OS 및 Mac OS Linux용 두 버전 모두가 포함되어 있다. 하드 드라이브(HDD), SSD(Solid State Devices), 플래시 메모리 및 기타 외부와 내부 데이터 스토리지 장치에서 데이터를 복구할 수 있다. 해당 프로그램은 데이터 복구 전문가용이기는 하지만, IT 전문가와 일반 컴퓨터 사용자도 손실된 파일 복구를 직접 수행할 수 있다. R-Studio는 사실상 업계의 표준으로서 전 세계의 데이터 복구 전문가들의 인정을 받고 있다.
R-Studio의 커널에 기반한 간소화된 프로그램인 R-Undelete는 비전문가 사용자를 위해 개발되고 출시되었다. Window에서만 작동하며, 간소화된 인터페이스와 16진수 편집기가 있고, RAID 및 네트워크 데이터 복구는 없다. 무료 유틸리티 R-Undelete는 홈 사용자에게 제공되며, FAT/exFAT 파일 시스템에서 파일을 복구할 수 있으며, 대부분은 USB 플래시 메모리 및 디지털 사진과 비디오 카메라의 SD 카드에 사용된다.
두 프로그램 모두는 2001년 통합된 캐나다 소프트웨어 회사인 R-Tools Technology, Inc.에서 개발했으며, R-Studio 및 R-Undelete는 십 년 이상 등록 상표이다.

## 작동 기본 정보
해당 프로그램은 데이터 복구에 두 가지 방법을 사용한다.
1. 기존 및 이전 존재 파일 시스템에 대한 정보를 찾기 위해 디스크의 데이터 분석. 파일은 해당 정보를 바탕으로 복구된다. 성공하는 경우, 이 방법은 파일 자체뿐만 아니라 타임 스탬프를 포함한 디스크의 폴더 구조를 복구할 수 있다.
2. jpg 또는 doc 파일 같은 특정 파일 형식에 대한 바이트 패턴인 파일 시그니처를 사용하여 파일을 검색한다. 이 방법은 첫 번째 방법을 사용할 수 없을 정도로 파일 시스템에 대한 정보가 심하게 손상된 경우 사용된다. 이 방법을 사용하여 파일 콘텐츠만 복구할 수 있으며, 파일 이름, 폴더 구조, 타임 스탬프에 대한 정보는 손실된다.

## 프로그램 콘텐츠
데이터 복구 프로그램뿐만 아니라 R-Studio에는 다음이 포함되어 있다.
- 완전히 작동하는 디스크 데이터 편집기
- 고급 RAID 복구 모듈. 표준 및 사용자 정의 RAID 수준 둘 다가 지원된다. RAID 매개 변수를 자동으로 찾을 수 있다.
- 디스크 이미징 및 복제 모듈.
- 디스크 S.M.A.R.T. 매개 변수 모니터링 모듈.
- 네트워크 데이터 복구 모듈(로컬 네트워크 및 인터넷 둘 다).
- 부팅 가능하지 않은 컴퓨터에서 데이터 복구를 위한 긴급 버전의 R-Studio. 설치된 OS(Windows, Macintosh, Linux)에 관계없이 사용자 컴퓨터가 지원하는 이동식 미디어(usb, CD/DVD 등)에서 실행할 수 있다.
- 다기능 디스크 복사를 위한 전문 장치인 DeepSpar Disk Imager가 포함된 통합 모듈(기술자 라이선스용만).

## 크로스 플랫폼 버전의 R-Studio
Windows, Mac OSX, Linux용 버전이 있다. 모든 버전의 기능이 동일하다.

## R-Studio 기본 기능
- 한국어를 포함한 다국어 인터페이스.
- 한국어를 포함한 다국어 인터페이스 및 도움말.
- 지원되는 파일 시스템: FAT12, FAT16, FAT32, exFAT, NTFS, NTFS5, ReFS, HFS/HFS+(Macintosh), Ext2/Ext3/Ext4 FS(Linux), и UFS1/UFS2(FreeBSD/OpenBSD/NetBSD/Solaris).
- 지역화된 파일 및 폴더 이름 지원(한국어, 유럽어 및 아시아어)
- 압축되고 암호화된 NTFS 파일 지원.
- 소프트웨어 Windows RAID를 포함한 동적 디스크 지원.
- 논리적 디스크 관리자 지원: Windows Storage Spaces(Windows 8/8.1 및 10/Threshold 2), 소프트웨어 Apple RAID 및 Linux Logical Volume Manager(LVM/LVM2).
- 파일 시그니처 지원: 사용자 정의 파일 형식 및 가장 널리 사용되는 파일 형식에 대한 사전 정의된 세트.

## 포렌식 도구로서 R-Studio
또한 R-Studio는 파일 카빙을 위한 포렌식 도구로 사용할 수 있다. 일부 국가에서는 컴퓨터 포렌식 워크스테이션의 필수 구성 요소가 되었다.

## 참고 문헌
- Gary B. Shelly, Misty E. Vermaat (2012), ''Discovering Computers Fundamentals: Your Interactive Guide to the Digital World'', Boston: Course Technology, ISBN 9781111530457
- Jack Wiles, Anthony Reyes (2007): ''The Best Damn Cybercrime and Digital Forensics Book Period'', Rockland: Syngress Publishing, ISBN 9781597492287
- Alexandre Gomez Urbina (6e édition, 2013), ''Hacking interdit'', MICRO APPLICATION, ISBN 9782822402804
- Gabriele Faggioli, Andrea Ghirardini (2013), ''Digital Forensics: nuova edizione aggiornata'', Apogeo, ISBN 9788850331994